# Graphephorum
Graphephorum Desv. é um género botânico pertencente à família Poaceae, subfamília Pooideae, tribo Aveneae.